# Sara Sankey
Sara Louise Sankey (nacida como Sara Louise Halsall, Southport, 29 de septiembre de 1967) es una deportista británica que compitió en bádminton para Inglaterra en la modalidad de dobles.
Ganó tres medallas de bronce en el Campeonato Europeo de Bádminton, entre los años 1986 y 2002.

## Palmarés internacional
| Representando a Inglaterra |                       |                   |        |
| Campeonato Europeo         |                       |                   |        |
| Año                        | Lugar                 | Medalla           | Prueba |
| 1986                       | Uppsala (Suecia)      | Medalla de bronce | Dobles |
| 1992                       | Glasgow (Reino Unido) | Medalla de bronce | Dobles |
| 2002                       | Malmö (Suecia)        | Medalla de bronce | Dobles |